# Forte de São Tiago Maior do Tete
O Forte de São Tiago Maior do Tete, também denominado Fortaleza do Tete, localiza-se na margem direita do rio Zambeze, na cidade de Tete, capital da província do Tete, em Moçambique.

## História
Embora a ocupação da primitiva povoação Swahili do Tete por forças portuguesas remonte a 1530, local onde ocorria uma dinâmica feira regional do Reino Monomopata, a povoação somente foi elevada à categoria de vila e sede de concelho em 1763.
A primitiva fortificação do Tete remonta aos anos de 1575-1576, período em que os Portugueses efectivamente consolidaram a sua presença na região. LAPA & FERRERI (1889) entendem, entretanto, que esta fortificação foi erguida por determinação do Capitão-general Caetano de Melo e Castro (1682-1686) mas apenas concluída em 1875, quando era designada como Forte de D. Luís (op. cit., p. 136).
De acordo com o historiador António Sopa, a sua estrutura encontrava-se arruinada em 1836.
No início do século XX, em 1911-1912, o então Governador do Tete solicitou a sua demolição por imprestável, o que não foi aceito, vindo o imóvel a transformar-se em armazém e depósito de viaturas.
À época da Segunda Guerra Mundial, os seus muros foram restaurados em 1942, período em que desapareceu o seu Portão de Armas, substituído por outra entrada.